# Moravské Vlkovice

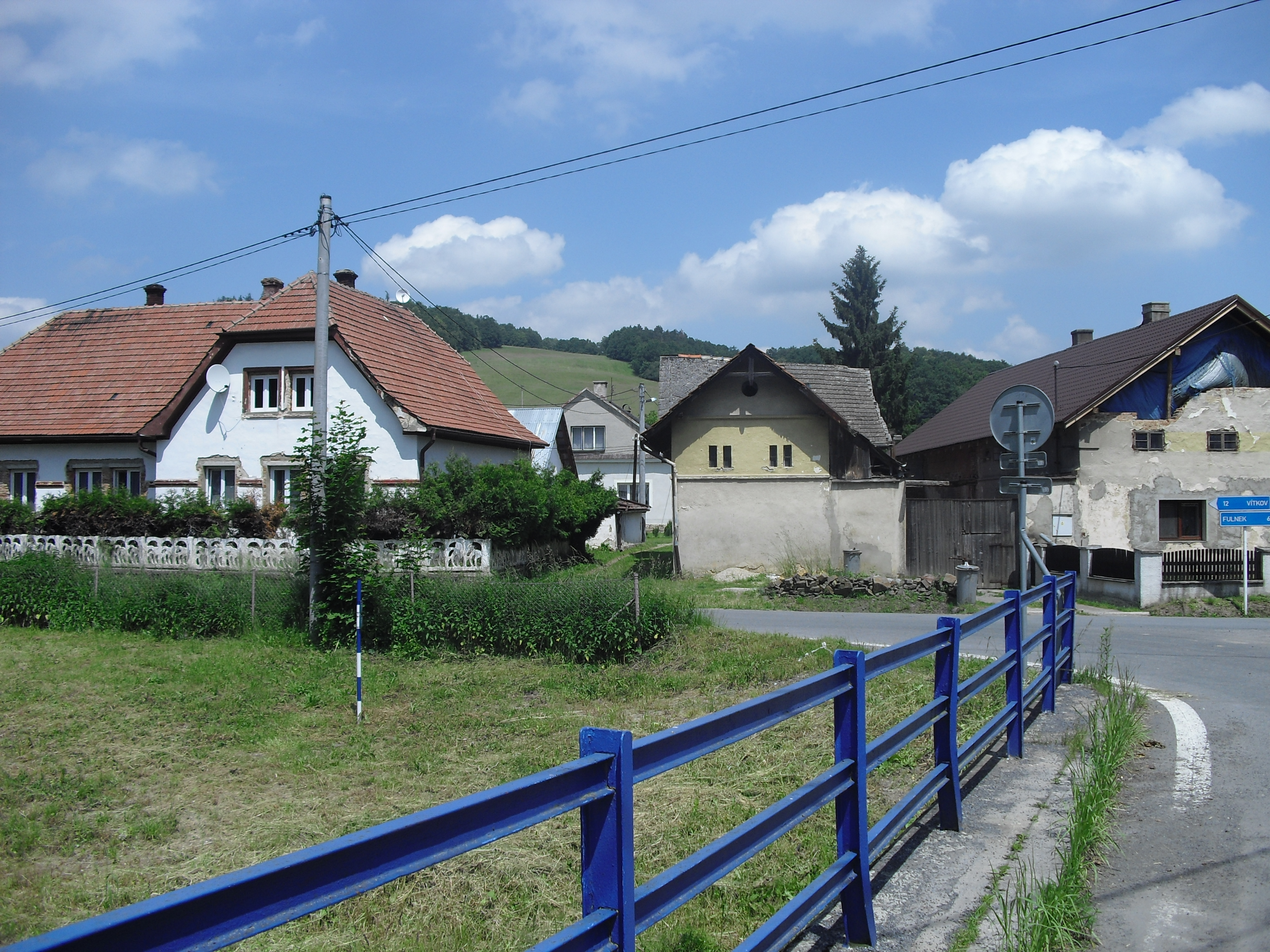
Häuser Nr. 2 und 3

Moravské Vlkovice (deutsch Mährisch Wolfsdorf) ist eine Grundsiedlungseinheit der Stadt Fulnek in Tschechien. Sie liegt vier Kilometer nordwestlich von Fulnek und gehört zum Okres Nový Jičín. Gemeinsam mit Slezské Vlkovice (Schlesisch Wolfsdorf) bildet Moravské Vlkovice den Ortsteil Vlkovice (Wolfsdorf bei Fulnek).

## Geographie
Der zusammen mit Slezské Vlkovice als ein Hufendorf angelegte Ort erstreckt sich linksseitig des Husí potok (Steinbach) in der Vítkovská vrchovina (Wigstadtler Bergland). Im Norden erhebt sich der Za Duškem (473 m n.m.), nordöstlich der Stříbrný kopec (Jogesried, 463 m n.m.), im Südosten die Stříbrná hůrka (Jogesriedberg, 396 m n.m.) und der Mlýnský kopec (Mühlberg, 398 m n.m.) sowie südwestlich der Hutberg (433 m n.m.). Das Dorf liegt im Naturpark Oderské vrchy.
Nachbarorte sind Jančí (Jantsch) und Vrchy (Waltersdorf) im Norden, Lukavec (Luck), Bravinné (Brawin) und Hájek (Hajka) im Nordosten, Děrné (Tyrn) im Osten, Fulnek, Jerlochovice (Gerlsdorf) und  Jestřabí (Jastersdorf) im Südosten, Tošovice (Taschendorf) im Süden, Slezské Vlkovice im Westen sowie Dolejší Kunčice (Kunzendorf) im Nordwesten.

## Geschichte
Wolfsdorf wurde im Jahre 1306 durch die Benediktinerpropstei Brzezow nach Leobschützer Recht gegründet. Benannt wurde das Dorf vermutlich nach dem Propst Lupus (Wolf). Wahrscheinlich in der Mitte des 14. Jahrhunderts erwarben die  Herren von Sternberg das Dorf und schlugen es ihrer Herrschaft Odra zu. 1360 bestätigte Albert von Sternberg dem Wolfsdorfer Richter Jaksch die von seinen Vorfahren gewährten Privilegien einer freien Hube mit dem Recht der Ansiedlung je eines Fleischers, Bäckers, Schmiedes und Schusters sowie einer brauberechtigen Schänke und einer einradigen Mühle. Im Jahre 1374 befreiten die Grundherren Albert von Sternberg und dessen Neffe Peter die Bauern in Lupi villa minor und Lupi villa maior vom Heimfall. Im Jahre 1470 trat der Odrauer Grundherr, Hieronymus II. von Liderau, den als Lupi villa minor (Klein Wolfsdorf) bezeichneten Wolfsdorfer Anteil links des Steinbaches als Gegenleistung für das ihm erteilte Mautrecht auf der neuen Johannesbrücke über die Oder an den böhmischen König Georg von Podiebrad ab, der den Anteil seiner Herrschaft Fulnek zuschlug. Dessen Sohn, der Troppauer Herzog Viktorin veräußerte 1475 die Herrschaft Fulnek an Johann von Zierotin, der sie 1480 anstatt in der Troppauer in der Olmützer Landtafel einlegen ließ; damit gelangte auch der Fulneker Anteil an Vlkovice an Mähren. Zur Beilegung des anhaltenden Streites wegen der Einlegung der Herrschaften Fulnek und Odra in die mährische Landtafel wurde 1493 eine neue Grenzziehung zwischen Mähren und Schlesien vorgenommen. Die neue Grenze verlief hier entlang des Husí potok (Steinbach) nach Norden. Die Unterscheidung zwischen Klein- und Groß-Wolfsdorf war nur von kurzer Dauer. Beide Teile wurden zumeist als Wolfsdorf bzw. Vlkovice, 1512 auch als Vilkovice bezeichnet. Die ersten Kirchenbücher wurde 1619 in Fulnek geführt.
Im Jahre 1834 bestand das im Prerauer Kreis gelegene Dorf Wolfsdorf-Mährisch bzw. Wlkowice aus 24 Häusern, in denen 157 deutschsprachige Personen lebten. Haupterwerbsquellen waren Ackerbau und Viehzucht. Im Ort gab es eine Mahlmühle. Pfarr- und Schulort war Wolfsdorf-Schlesisch. Bis zur Mitte des 19. Jahrhunderts blieb Wolfsdorf-Mährisch der Allodialherrschaft Fulnek untertänig.
Nach der Aufhebung der Patrimonialherrschaften bildete Wolfsdorf / Vlkovice ab 1849 einen Ortsteil der Gemeinde Gerlsdorf / Gerlichov im Gerichtsbezirk Fulnek. Ab 1869 gehörte das Dorf zum Bezirk Neutitschein. Im selben Jahr löste sich es sich von Gerlsdorf los und bildete unter dem Namen Mährisch Wolfsdorf / Moravské Vlkovice eine eigene Gemeinde. Zu dieser Zeit hatte das Dorf 162 Einwohner und bestand aus 26 Häusern. Aus dem Jahre 1881 ist die tschechische Namensform Fulnecké Vlkovice überliefert. Im Jahre 1886 führte der Steinbach ein schweres Hochwasser. Die Straße von Gerlsdorf nach Kunzendorf wurde 1887 angelegt. Im Jahre 1900 lebten in Mährisch Wolfsdorf 169 Personen; 1910 waren es 160. Nach dem Zusammenbruch der k.k. Monarchie wurde das Dorf 1918 Teil der neu gebildeten Tschechoslowakei. Beim Zensus von 1921 lebten in den 24 Häusern der Gemeinde 150 Menschen, darunter 143 Deutsche und fünf Tschechen. Im Jahre 1930 bestand Mährisch Wolfsdorf aus 25 Häusern und hatte 174 Einwohner; 1939 waren es 144. Nach dem Münchner Abkommen wurde die Gemeinde im Herbst 1938 dem Deutschen Reich zugeschlagen und gehörte bis 1945 zum Landkreis Neu Titschein. Im Jahre 1943 wurde Mährisch Wolfsdorf mit Schlesisch Wolfsdorf zur Gemeinde Wolfsdorf bei Fulnek zusammengeschlossen. Nach dem Ende des Zweiten Weltkrieges kam Moravské Vlkovice 1945 zur Tschechoslowakei zurück; der während der deutschen Besetzung erfolgte Zusammenschluss wurde rückgängig gemacht. Die meisten der deutschsprachigen Bewohner wurden 1946 vertrieben und das Dorf neu besiedelt. 1949 wurde Moravské Vlkovice dem Okres Vítkov zugeordnet. Zum 20. Dezember 1949 wurden Moravské Vlkovice und Slezské Vlkovice erneut zu einer Gemeinde Vlkovice fusioniert. Im Jahre 1950 bestand Moravské Vlkovice aus 20 Häusern und hatte 99 Einwohner. Bei der Gebietsreform von 1960 erfolgte die Aufhebung des Okres Vítkov, seitdem gehört der Ort wieder zum Okres Nový Jičín. 1970 hatte Moravské Vlkovice 153 Einwohner. Am 1. April 1976 erfolgte die Eingemeindung nach Fulnek; dabei verlor Moravské Vlkovice seinen Ortsteilstatus. 1991 lebten in den 40 Häusern von Moravské Vlkovice 194 Personen. Beim Zensus von 2011 hatte das Dorf 141 Einwohner und bestand aus 33 Häusern.

## Ortsgliederung
Die Grundsiedlungseinheit Moravské Vlkovice gehört zum Ortsteil Vlkovice (Wolfsdorf bei Fulnek). Moravské Vlkovice bildet einen Katastralbezirk.

## Sehenswürdigkeiten
- Steinernes Wegkreuz im Unterdorf, aufgestellt 1920 vom Besitzer des Gutes Nr. 22
- Ehemalige Wassermühle, heute Kindererholungszentrum Dětský mlýn